# INTER-ACT QZ
『INTER-ACT QZ』（インターアクト・キューズィー）は、1996年4月1日から1998年3月31日まで、FM-FUJIで月曜日〜木曜日帯枠で放送されたラジオ番組。東京・代々木のSTUDIO ViViDから生放送されていた。

## 概要
1996年3月まで月〜木曜21:00〜24:00の帯枠で放送していた『Radio Viking One-80』のスタイルを継承する形として放送開始。パーソナリティは月・火曜が内田佐知子、水・木曜がミシェル・フェレ。
リクエスト曲はすべて洋楽に限定。番組では海外アーティストやハリウッドスターなどの最新の動静や、海外におけるトレンドなどといった情報も満載だった。前番組同様、毎回メッセージテーマを設けリスナーから電話やFAXで募集。放送開始の30分前から電話リクエスト受付を行い、前時間帯の『J-POP SQUARE』内で受付告知していた。
21時台後半のコーナー（名称不明）をキッツがスポンサー提供していた他、毎週木曜日の番組後半では洋楽の最新ランキング『WEEKLY COUNTDOWN TOP20』を30分間で発表していた。

### パーソナリティ交代から番組終了まで
月・火曜日パーソナリティだった内田が1997年3月31日の放送で降板し、後任として石川實（俳優）を新たに起用。水・木曜は引き続きミシェルの担当になったが、ミシェルが映画『WHO AM I?』（ジャッキー・チェン主演、山本未來とダブルヒロイン）に抜擢されたため、4月10日の放送を最後に降板。既に1997年4月のFM-FUJIタイムテーブルにはミシェルの名前が印刷されていたにもかかわらず、2年目突入からわずか10日ほどで、突然のパーソナリティ交代は予想すらされていなかった。後任として急遽、翌週4月16日放送よりみんしるが新たに起用され、番組2年目は結果的に、月・火曜が石川、水・木曜がみんしる、という体制となった。なお、1997年6月の同局タイムテーブルの「PICK UP PROGRAM」でこの番組を紹介し、石川とみんしるが写真付きで登場。それぞれ、番組の魅力や自らの個性を語っていた。
1998年春の番組改編により、月〜木曜21時〜24時台が日替わりのアーティスト番組枠となるのに伴い終了。その後、洋楽枠は月〜水曜24:00-26:00枠の『CLUB ZERO』に引き継がれ、石川實が引き続きパーソナリティを担当し、1999年3月まで続いた。もう一方、木曜24:00-26:00枠にはチャート番組『HITS&HITS WEEKLY COUNTDOWN』が設置され、みんしるがパーソナリティを担当。こちらは木曜の『WEEKLY COUNTDOWN TOP20』を独立して番組化するも、10月に放送時間短縮で24:30-となり、やはりこちらも1999年3月までだった。同じくして、みんしるは夕方のリクエスト番組『RADIO-izm』月・火曜パーソナリティも務め、同番組のパーソナリティを2005年3月まで務めた。

## パーソナリティ
| 期間      | 期間      | 月・火曜   | 水・木曜         |
| --------- | --------- | ---------- | ---------------- |
| 1996.4.1  | 1997.3.31 | 内田佐知子 | ミシェル・フェレ |
| 1997.4.1  | 1997.4.10 | 石川實     | ミシェル・フェレ |
| 1997.4.14 | 1998.3.31 | 石川實     | みんしる         |

## コーナー
- ゲストコーナー（月〜水曜日22:20 - 22:50）
- WEEKLY COUNTDOWN TOP20（木曜日22:20 - 22:50）

ほか